# Paulo Rabello de Castro
Paulo Rabello de Castro (Río de Janeiro, 4 de enero de 1949) es un economista brasileño. Fue presidente del Instituto Brasileño de Geografía y Estadística (IBGE) y presidente del Banco Nacional de Desarrollo Económico y Social (BNDES). Es afiliado al Partido Social Cristiano (PSC).
El 13 de agosto de 2018, recibió el premio "Economista del Año 2018" de la Orden de los Economistas de Brasil.

## Biografía
Paulo Rabello de Castro graduó en 1971 en Economía por la Universidad Federal de Río de Janeiro (UFRJ) y en Derecho por la Universidad del Estado de Río de Janeiro (UERJ). Es maestro y doctor en Economía por la Universidad de Chicago, donde cursó con los profesores Milton Friedman, Gary Becker y T.W. Schultz, todos ganadores del Premio en Ciencias Económicas en memoria de Alfred Nobel.
Miembro y presidente de 1994 a 1996 de la Academia Internacional de Derecho y Economía (AIDE), fue profesor titular en el curso de doctorado de la Escuela de Postgrado en Economía de la Fundación Getúlio Vargas (FGV), en los asientos de Economía Agrícola, Economía Regional y Urbana y Economía de la Información; creador y coordinador del Grupo de Información Agrícola en el Instituto Brasileño de Economía (IBRE) de la FGV; creador y editor de la revista especializada Agroanalysis; redactor jefe de la revista Conjuntura Económica de la FGV encargada, hasta los años 1980, de publicar nacionalmente las Cuentas Nacionales y los Índices Nacionales de Precios.
Fundó en 1993 la SR Rating, primera empresa especializada en índice de audiencia en Brasil. Ocupó cargos de gestión en ARC Ratings, RC Consultores, Macroconsulting, entre otras, además de participación en entidades profesionales. Integró el Comité de Gestión del Grupo de Líderes Empresariales - Lide, fue consejero del Consejo de Economía de la Federación de las Industrias del Estado de São Paulo (FIESP) y ejerció la presidencia del Consejo de Planificación Estratégica de FECOMERCIO/SP.[cita requerida]
El expresidente del Instituto Atlántico, entidad sin fines de lucro, formuladora de políticas públicas, fundada en 1993, y fundador de la ONG Instituto Maria Stella, que ya formó más de dos mil alumnos carentes en la iniciación a la informática como herramienta de estudio y trabajo en Mato Grosso. Coordinó el Movimiento Brasil Eficiente, que propone una simplificación de la carga tributaria y más eficiencia del gasto público.
Contribuyó para diversos medios, como columnista y comentarista, entre las cuales están Folha de São Paulo, Época, Joven Pan y blogs de opinión. Es autor de los libros Linterna en la Proa (2017) que reúne artículos en ocasión del centenario de Roberto Campos; El Mito del Gobierno Gratuito: el mal de las políticas económicas ilusorias y las lecciones de 13 países para cambiar Brasil (2014); ¡Gallo cantó! La conquista de la propiedad por los moradores del Cantagalo (2011), ganador del Premio Jabuti 2012, en la categoría de arquitectura y urbanismo; Panorama fiscal en Brasil, Propuesta de acción (2010); La crisis financiera internacional (2009); La gran burbuja de Wall Street (2008) y Tributos en Brasil: auge, declive y reforma (2008).
Presidente del IBGE entre julio de 2016 y junio de 2017, su gestión promovió la renovación del parque tecnológico de la institución y viabilizó el censo agropecuario, que no era realizado desde 2006. Dejó el IBGE para asumir la presidencia del Banco Nacional de Desarrollo Económico y Social – BNDES. Rabello se quedó hasta abril de 2018, cuando deja el BNDES para asumir la precandidatura del PSC, y posteriormente la vicepresidencia de la República, en la fórmula de Álvaro Dias de Podemos.